# 萨沃伊礼拜堂
萨沃伊礼拜堂（Savoy Chapel）是英国伦敦的一个皇家教堂，供奉施洗约翰，位于西敏市河岸街南侧，毗邻萨沃伊酒店，在滑铁卢桥以北。
它创建于中世纪，是萨沃伊宫的一部分。19世纪时萨沃伊宫沦为废墟，只有礼拜堂幸存下来。
萨沃伊礼拜堂不是由一位主教管理，而是由兰开斯特公爵（英国君主的名号之一）管理。它被列为二级登录建筑。

## 历史

金雀花王朝纹章

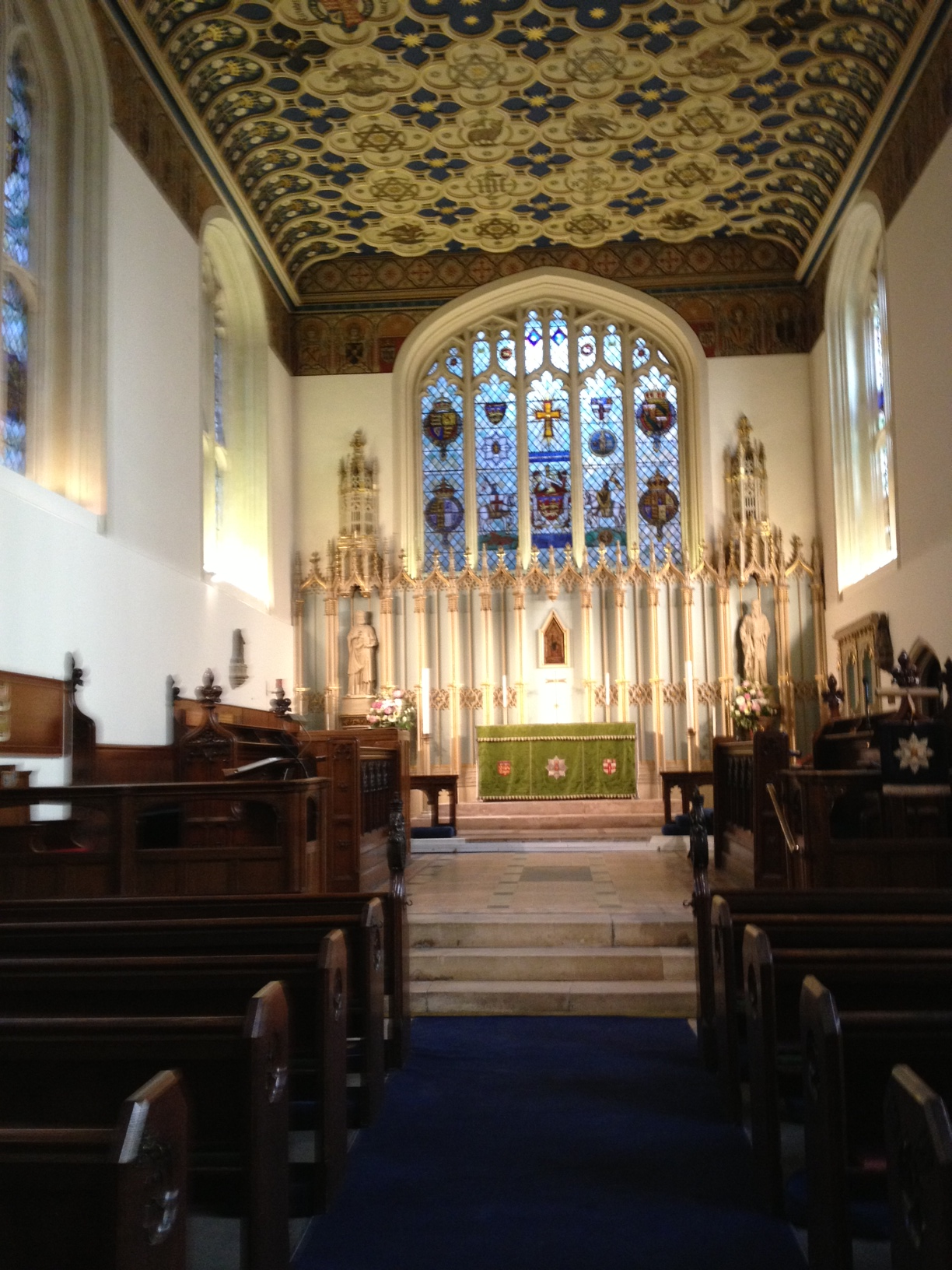
中殿

该堂的花窗玻璃在第二次世界大战期间遭破坏。

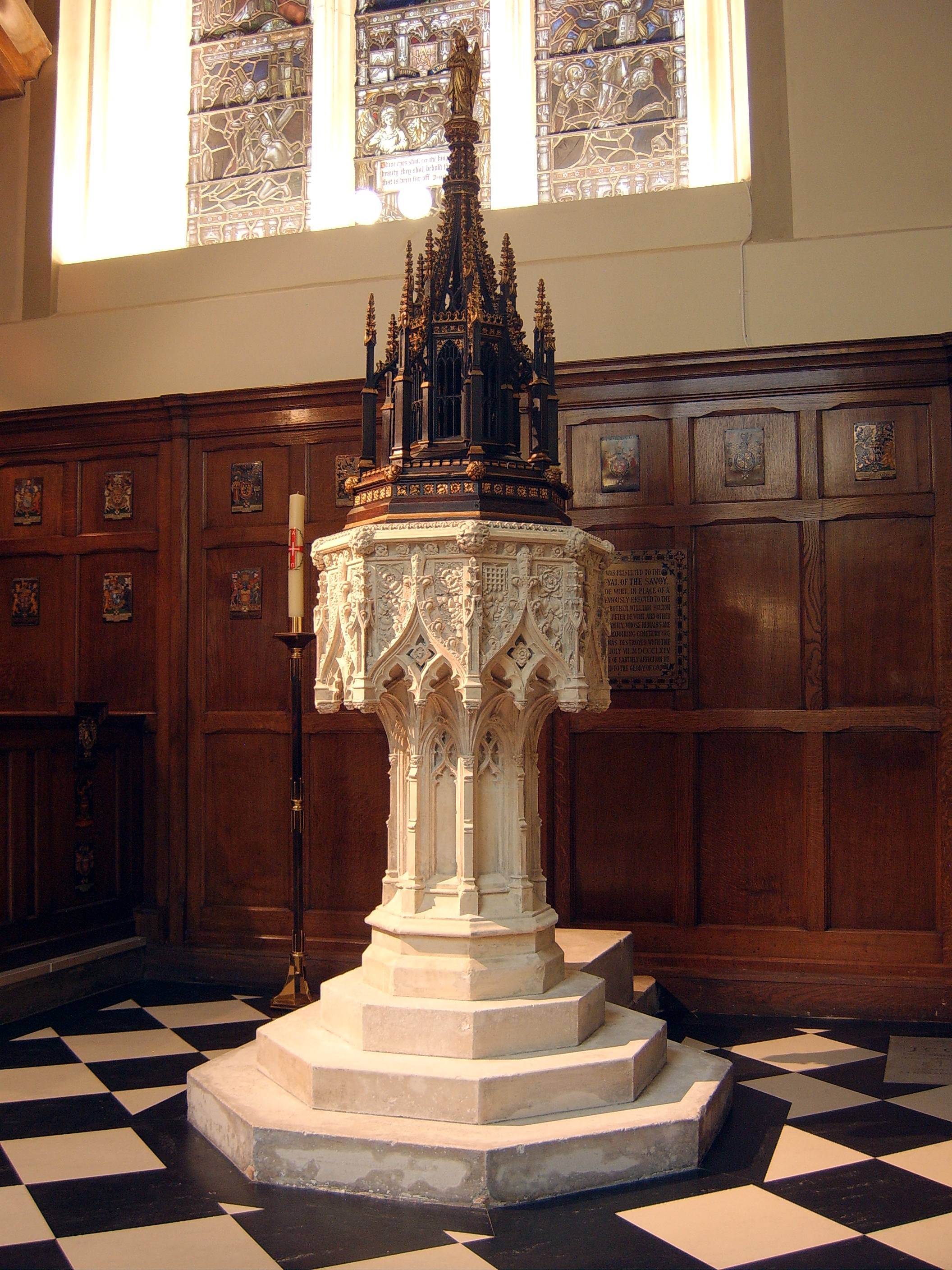
领洗池
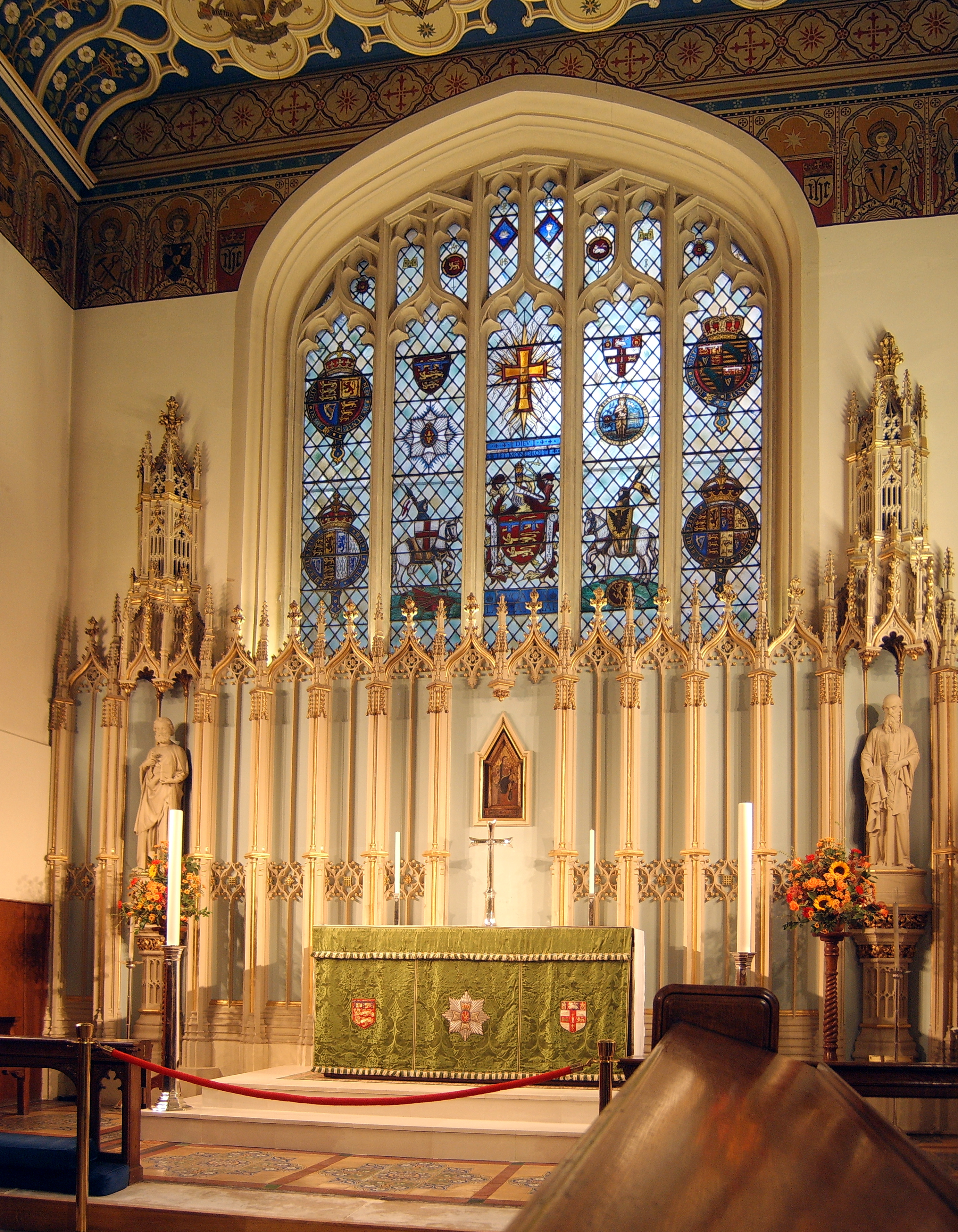
唱诗班席和祭坛
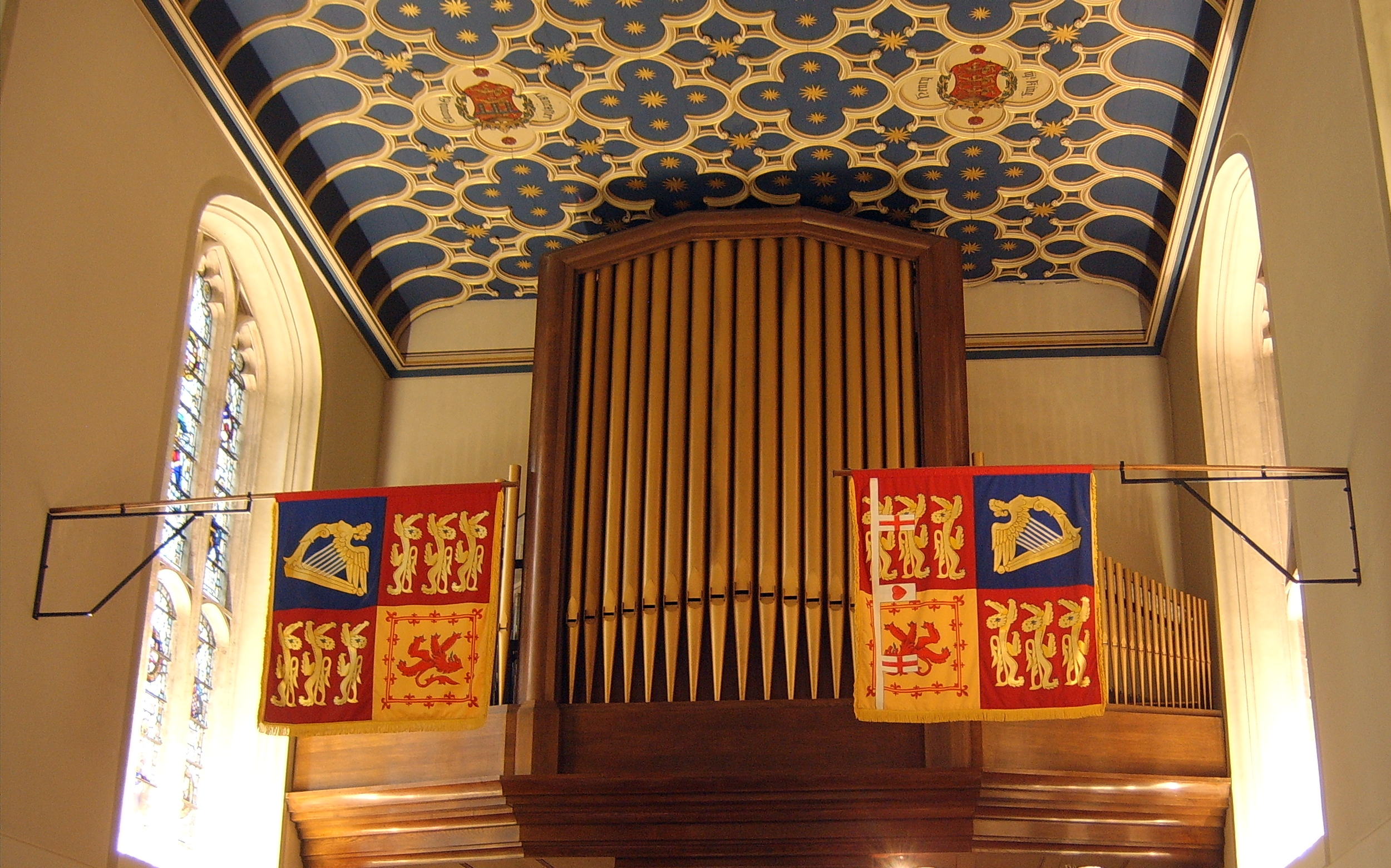
管风琴
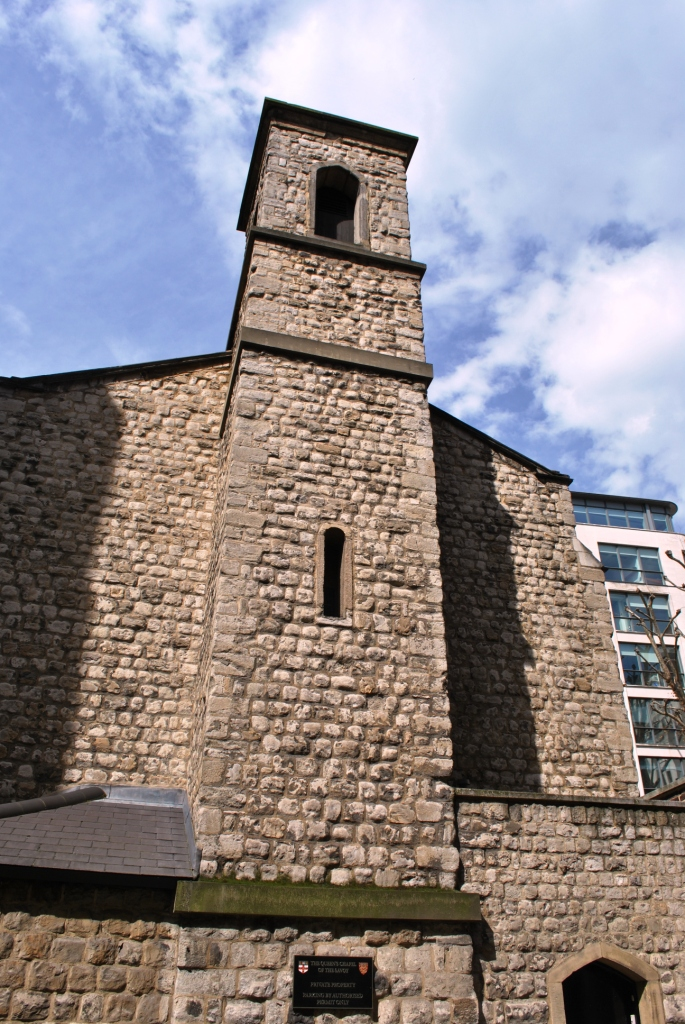
南面
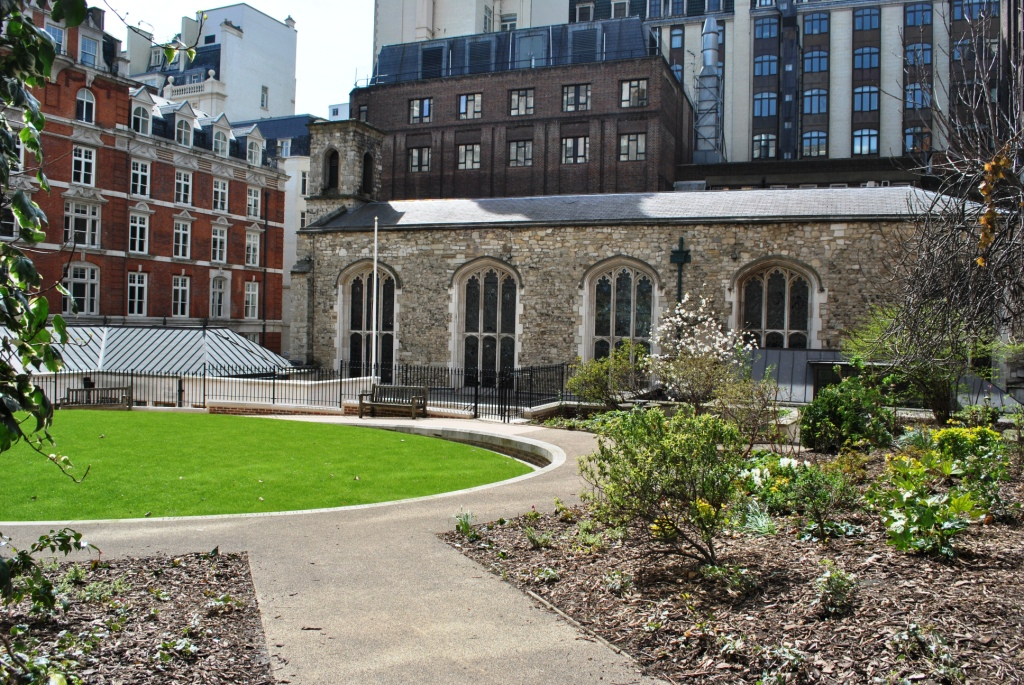
花园
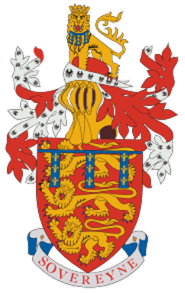
兰开斯特公爵的纹章
皇家维多利亚勋章
英格兰皇家纹章, 1399-1603
萨沃伊家族纹章